# Malinów (województwo wielkopolskie)
Malinów – osada w Polsce położona w województwie wielkopolskim, w powiecie ostrzeszowskim, w gminie Ostrzeszów.